# Tholera kovacsi
Tholera kovacsi là một loài bướm đêm trong họ Noctuidae.